# زينهم
زينهم هي شياخة من شياخات حي السيدة زينب بالمنطقة الجنوبية في محافظة القاهرة، كانت من قبل منطقة عشوائية وتم تطويرها بمشاريع إسكان اجتماعي.

## تاريخ
بقايا من مدينتي العسكر القديمة والقطائع، تقع على امتداد مجرى المياه القديمة وإلى جنوبي حي السيدة زينب، وقد ظلت سنين طويلة عاث فيها الأشرار فساداً وأصبحت وكراً لعبثهم عدة أجيال. وفي أعقاب ثورة 1952 أزيل جزء كبير منها وشيد عليه مدينة جديدة ، بنيت فيها مساكن شعبية، بلغت ألف مسكن لذوي الدخل المحدود، تتوسطها الحدائق الصغيرة والملاعب والأسواق وتمر بها وسائل النقل السريعة.